# Beat Mändli
Beät Mandli est un cavalier suisse de saut d'obstacles né le 1er octobre 1969 à Laufen-Uhwiesen. Il a gagné la finale de la Coupe du monde en 2007 avec Idéo du Thot.
Il est le beau-frère de la cavalière Lesley McNaught.

## Palmarès
- 1998 : champion de Suisse avec Litesso
- 1999 : médaille d'argent par équipe aux Championnats d'Europe à Hickstead (Grande-Bretagne) avec LB Pozitano
- 2000 : médaille d'argent par équipe et 9e en individuel aux Jeux olympiques de Sydney (Australie), 3e de la finale de la Coupe du monde avec LB Pozitano
- 2003 : médaille de bronze par équipe aux Championnats d'Europe à Donaueschingen (Allemagne) avec LB Pozitano
- 2004 : champion de Suisse avec LB Oh Harry
- 2005 : 2e du Grand Prix Coupe du monde d'Oslo (Norvège), 6e du Grand Prix Coupe du monde de Stuttgart (Allemagne), 3e du Grand Prix Coupe du monde de Genève (Suisse) et 4e du Grand Prix Coupe du monde de Londres-Olympia (Grande-Bretagne) avec Idéo du Thot
- 2007 : vainqueur de la finale de la Coupe du monde à Las Vegas (États-Unis) avec Idéo du Thot
- 2009 : vainqueur du Grand Prix Coupe du monde du CSI-5* d'Equita'Lyon (France) et du Grand Prix du CSI-4* de Porto (Portugal), 6e du Grand Prix du CSI-4* de Hanovre (Allemagne) avec Louis 162